# Myrcia tepuiensis
Myrcia tepuiensis är en myrtenväxtart som beskrevs av Julian Alfred Steyermark. Myrcia tepuiensis ingår i släktet Myrcia och familjen myrtenväxter. Inga underarter finns listade i Catalogue of Life.